# Prière pour la République française
Une Prière pour la République est une des différentes prières qui furent instaurées en France à la suite du Concordat de 1801, par les différents cultes reconnus par l'État. 

## Christianisme

### Catholicisme
L'article VIII du Concordat de 1801 déclare : « il est convenu qu'après l'office, on récitera dans les églises catholiques la formule de prière suivante : Domine, salvam fac Rempublicam ; Domine, salvos fac Consules, (Seigneur, sauve la République ; Seigneur, sauve les consuls).
Cette prière prenait la place de l'oraison traditionnelle Domine, salvum fac regem (Seigneur, sauve le roi). Sous le régime républicain, on avait déjà proposé de remplacer regem par gentem (le peuple) ou par legem (la loi).
Par la loi du 9 décembre 1905, la France rompt avec l'ancien usage d'exiger qu'à l'Église soient élevées des prières pour l'État et son chef.
Cette prière reste obligatoire en théorie jusqu'en 1905, mais peu appliquée à partir de 1830. Après la fin du concordat, la France de l'intérieur cesse de prononcer cette prière. D'autres prières sont cependant mises en avant selon les lieux, plus pour le peuple ou la nation que pour la république en elle-même. En 2025, prier pour le pays ou ses dirigeants est une pratique fréquente mais pas systématique lors de la prière eucharistique des messes dominicales.
De fait, la prière pour la République est encore prononcée dans certaines églises d'Alsace-Moselle, notamment lors des Messes pour la France, par exemple à Strasbourg, le dernier dimanche précédant la Fête nationale française, et lors de la messe solennelle du dimanche matin à la cathédrale de Metz. Elle dit : 

« Domine, salvam fac rem publicam et exaudi nos in die qua invocaverimus te.
(Seigneur, sauve la République, exauce-nous en ce jour où nous t’adressons nos invocations. »

Une prière pour la France est dite chaque 31 mai, lors d'une messe pour la France, en la chapelle de Sainte Pétronille en la basilique Saint-Pierre de Rome. La prière loue les vertus de la sainte et lui demande d'aider la France : « Souvenez-vous aussi de la France qui longtemps vous voua un culte fervent ».
Chaque année depuis 1604, une messe pour la prospérité de la France est également célébrée en la basilique Saint-Jean-de-Latran par le vicaire pontifical, à l'occasion du jour anniversaire de la naissance du roi Henri IV.

### Protestantismes
Le Concordat prévoyait également que les différents ministres des cultes protestants prient « pour la prospérité de la République française et les consuls » durant leurs offices.

### Messes consulaires
Le consul général de France à Jérusalem est historiquement chargé de la protection du domaine national français en Terre sainte et de nombreuses congrégations catholiques. Le rôle du consul est fixé par la convention du 4 décembre 1926, signée par Aristide Briand, président du Conseil, et Luigi Maglione, nonce apostolique à Paris. Celui-ci doit notamment assister à une vingtaine de messes consulaires, dont une lors de la fête du 14-Juillet. À la fin de chaque messe est récitée la prière pour la République française.

## Judaïsme

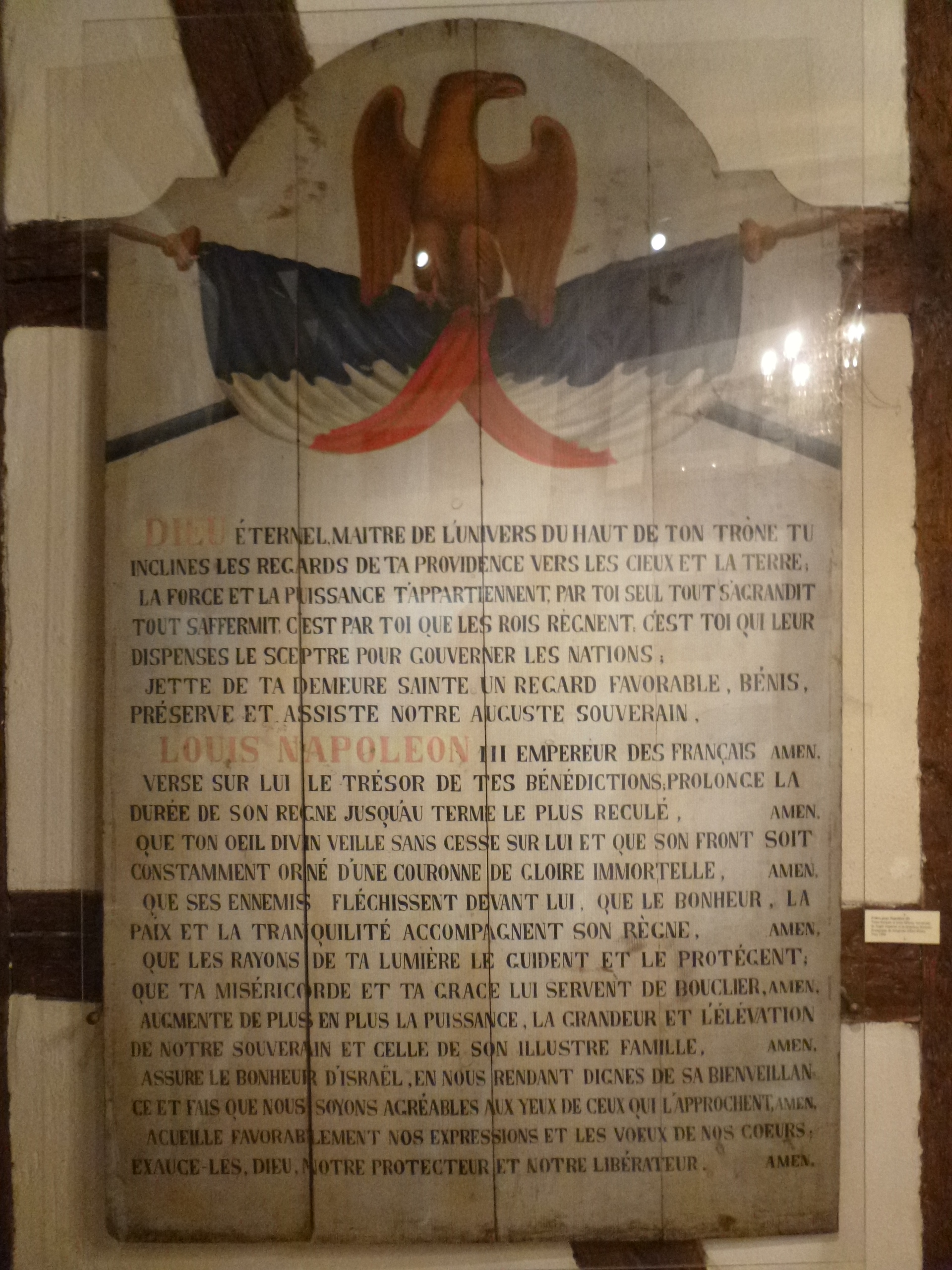
Musée alsacien de Strasbourg.
Prière pour la France, Second Empire.

De tout temps, les Juifs ont prié pour la prospérité de l’État où ils séjournent et pour ses gouvernants. Cet usage est lié à l'injonction du prophète Jérémie : « Travaillez enfin à la prospérité de la ville où je vous ai relégués et implorez Dieu en sa faveur ; car sa prospérité est le gage de votre prospérité » (Jérémie, 29, 7). Cette injonction est reprise dans la Mishna par rabbi Hanina (en) qui recommande de prier pour la paix du royaume (Pirkei Avot 3:2).  
Une  Prière pour la République française est dite en français ou en hébreu chaque semaine lors des offices du chabbat matin et à l'occasion de cérémonies officielles en France.
Son origine remonte à la création du Consistoire par Napoléon quand une prière fut créée à l'intention de l'Empereur et de la famille impériale le 17 mars 1808, dans le cadre des décrets organisant le culte israélite.
Sous le Second Empire, le texte en était : 

« Éternel, Maître du monde, Ta providence embrasse les cieux et la terre ;
 
La force et la puissance T’appartiennent ; par Toi seul, tout s'élève et s'affermit.
 
C'est par Toi que les rois règnent, c'est Toi qui leur dispenses le sceptre pour gouverner les nations.
  
De Ta demeure sainte, ô Seigneur, bénis et protège notre auguste souverain Napoléon III, empereur des Français. Amen.

Verse sur lui le trésor de tes bénédictions, prolonge la durée de son règne jusqu'au terme le plus reculé.  Amen.

[...]
Que les rayons de Ta lumière l'éclairent et le protègent. Amen. 

[...]
Accueille favorablement nos vœux et que les paroles de nos lèvres et les sentiments de notre cœur trouvent grâce devant Toi, ô Seigneur, notre créateur et notre libérateur. Amen. »

De nos jours, son texte est le suivant :

« Éternel, Maître du monde, Ta providence embrasse les cieux et la terre ;
 
La force et la puissance T’appartiennent ; par Toi seul, tout s'élève et s'affermit.
 
De Ta demeure sainte, ô Seigneur, bénis et protège la République française et le peuple français. Amen.

Regarde avec bienveillance depuis Ta demeure sainte, notre pays, la République française et bénis le peuple français. Amen.

Que la France vive heureuse et prospère. Qu'elle soit forte et grande par l'union et la concorde. Amen.

Que les rayons de Ta lumière éclairent ceux qui président aux destinées de l’État et font régner l’ordre et la justice. Amen. 

Que la France jouisse d’une paix durable et conserve son rang glorieux au milieu des nations. Amen. 

Accueille favorablement nos vœux et que les paroles de nos lèvres et les sentiments de notre cœur trouvent grâce devant Toi, ô Seigneur, notre créateur et notre libérateur. Amen. »

En 2012, le grand-rabbin de France Gilles Bernheim fait ajouter une invocation supplémentaire.

« Que l’Éternel accorde sa protection et sa bénédiction pour nos soldats qui s’engagent partout dans le monde pour défendre la France et ses valeurs. Les forces morales, le courage et la ténacité qui les animent sont notre honneur. Amen,. »

Le 22 juillet 2012, lors de son discours de commémoration de la rafle du Vel d'Hiv, le président François Hollande cite la prière pour la République française : « Chaque samedi matin, dans toutes les synagogues françaises, à la fin de l'office, retentit la prière des Juifs de France, celle qu'ils adressent pour le salut de la patrie qu'ils aiment et qu'ils veulent servir : "Que la France vive heureuse et prospère. Qu'elle soit forte et grande par l'union et la concorde. Qu'elle jouisse d'une paix durable et conserve son esprit de noblesse parmi les Nations".
Cet esprit de noblesse, c'est la France tout entière qui doit en être digne. »
Le 10 janvier 2015, au lendemain de la prise d'otage du magasin Hyper Cacher de la porte de Vincennes, le président de l'Union des Étudiants Juifs de France, Sacha Reingewirtz, récite la prière pour la République française sur les lieux de l'attentat aux côtés du Premier ministre Manuel Valls et de membres du gouvernement[réf. nécessaire].
Après l'attentat contre le magasin Hyper Cacher de la porte de Vincennes et le lancement de l'opération Sentinelle, le grand rabbin de France Haïm Korsia fait ajouter une phrase rendant hommage aux policiers et militaires mobilisés : « Que l'Eternel accorde sa protection et sa bénédiction à nos forces de l'ordre et à nos soldats qui s'engagent, dans notre pays et partout dans le monde, pour défendre la France et ses valeurs. Les forces morales, le courage et la ténacité qui les animent sont notre honneur ».
Le 13 février 2023, la Première ministre Élisabeth Borne évoque la Prière pour la République française lors du dîner du CRIF : « "Que la France vive heureuse et prospère. Qu’elle soit forte et grande par l’union et la concorde." Ces mots, certains les reconnaissent sans doute. Ils sont ceux de la prière à la République, lue dans les synagogues.
Ce soir, avec vous, je veux participer à bâtir cette union et cette concorde. ».

### Théâtre
Prière pour la République française (Prayer for the French Republic) est une pièce de Joshua Harmon (en) de 2022 qui fait un parallèle entre le malaise des Juifs français face à l'antisémitisme après la Seconde Guerre mondiale ou celui après les attentats antisémites des années 2010 et la montée de l'extrême-droite,.

## Islam
En 2015 après les attentats de janvier le Rassemblement des musulmans de France appelle à prier pour la République française lors de la prière du vendredi, alors que cela avait déjà lieu depuis quelques années dans certaines mosquées du fait d'initiatives locales.
En janvier 2025 Chems-Eddine Hafiz le recteur de la Grande mosquée de Paris demande que les imams récitent une prière pour la France lors de la prière du vendredi. Celle-ci doit avoir lieu à la fin du prêche, au moment où ont traditionnellement lieu les prières pour les malades, les pauvres ou la paix. Le texte, récité en français et en arabe est le suivant : « Ô Allah, préserve la France, son peuple et les institutions de la République. Fais de la France un pays prospère, sûr et paisible, où la communauté nationale, dans sa diversité, ses différentes religions, ses confessions et ses croyances, cohabitent dans la sécurité et la paix. Amin. »